# Team KMS
Team KMS – szwajcarski zespół wyścigowy, założony w 2001 roku. W historii startów zespół pojawiał się w stawce Niemieckiej Formuły 3 oraz Formuły 3 Euro Series (lata 2003-2004).

## Starty

### Formuła 3 Euro Series
Ekipa startowała jako Opel Team KMS.
| Rok  | Bolid             | Kierowcy               | Wygrane | PP | NO | Pkt | M.K. | M.Z. |
| ---- | ----------------- | ---------------------- | ------- | -- | -- | --- | ---- | ---- |
| 2003 | Dallara F303-Opel | Timo Glock             | 3       | 0  | 1  | 55  | 5    | 5    |
| 2003 | Dallara F302-Opel | Maro Engel             | 0       | 0  | 0  | 0   | 31   | 5    |
| 2003 | Dallara F302-Opel | Hendrik Vieth          | 0       | 0  | 0  | 0   | 36   | 5    |
| 2003 | Dallara F302-Opel | Adam Carroll           | 0       | 0  | 0  | 7   | 17   | 5    |
| 2004 | Dallara F303-Opel | Aleksandros Margaritis | 0       | 0  | 0  | 18  | 13   | 9    |
| 2004 | Dallara F303-Opel | Ruben Carrapatoso      | 0       | 0  | 0  | 0   | 33   | 9    |
| 2004 | Dallara F303-Opel | Robert Kath            | 0       | 0  | 0  | 0   | 24   | 9    |